# Apocrypha (band)
Apocrypha was een Amerikaanse power- en thrashmetalband.

## Artiesten
- Steve Plocica - zang
- Tony Fredianelli - gitaar
- Chip Chrovian - slaggitaar
- Breck Smith - basgitaar
- Dave Schiller - drums

## Vroegere leden
- Al Rumley - basgitaar
- Mike Poe - drums

## Discografie
- 1987 - The Forgotten Scroll (Shrapnel)
- 1988 - The Eyes Of Time (Shrapnel)
- 1990 - Area 54 (Shrapnel)